# Adolf von Bomhard
Adolf Theodor Ernst von Bomhard (Augsburg, 6 januari 1891 - Prien am Chiemsee, 19 juli 1976) was een Duitse officier en SS-Gruppenführer (generaal-majoor) en Generalleutnant in de politie tijdens de Tweede Wereldoorlog. Hij was in de naoorlogse periode burgemeester van Prien am Chiemsee. 

## Leven
Op 6 januari 1891 werd Adolf von Bomhard geboren in Augsburg in het Koninkrijk Beieren. Hij was de zoon van de Beierse Generalmajor Karl von Bomhard (1866–1938) en zijn vrouw Marie Ludovika Mathilde (geboortenaam von Heinleth), (13 juni 1867 in Augsburg). Zij was de dochter van de General der Infanterie en minister van Oorlog Adolf von Heinleth. Adolf was de kleinzoon van een zus van de auteur Felix Dahn.
Na zijn schoolgang aan de lagere school en het Theresien-gymnasium in München, volgde von Bomhard een semester aan de technische hogeschool in München. Op 18 juli 1910 trad hij als Fahnenjunker (aspirant-officier) in dienst van het Beiers leger, en werd geplaatst in het Königlich Bayerisches Infanterie-Leib-Regiment. Op 1 oktober 1910 volgde zijn eerste bevordering, hij werd Unteroffizier (sergeant), het jaar daarop werd von Bomhard bevorderd tot Fähnrich (vaandrig). 

### Eerste Wereldoorlog
Vanaf 20 augustus 1914 tot 28 augustus 1914 was von Bomhard geplaatst in de 7e compagnie van het Leib-Regiment. Op 28 augustus 1914 raakte hij voor het eerst gewond, en werd hij geplaatst in het Feldrekruten Depot van de 1. Bayerische Infanterie-Division. Op 21 juli 1915 werd hij benoemd tot regimentsadjudant in het Königlich Bayerisches Infanterie-Leib-Regiment. Hierna werd von Bomhard als 3e adjudant in het infanterie regiment ingezet. Hij bleef in zijn regiment werkzaam, en werd als ordonnansofficier in de staf ingezet. Op 4 januari 1916 werd hij bevorderd tot Oberleutnant (eerste luitenant). Na zijn bevordering werd von Bomhard ingezet als 2e adjudant in infanterie regiment. Hierna werd hij weer als ordonnansofficier regiment gebruikt. Op 27 juni 1916 raakte von Bomhard voor de tweede keer gewond. Na zijn genezing, werd hij wederom als adjudant ingezet. In juli 1916 raakte von Bomhard weer gewond. Hij werd als 1e adjudant weer geplaatst in zijn Leib-Regiment.
Op 28 maart 1917 trouwde von Bomhard met Emilie Franziska Hengeler. Het echtpaar kreeg een zoon (Peter von Bomhard (16 februari 1919 - 29 september 1979)).
Na zijn trouwerij werd von Bomhard als plaatsvervangend regimentsadjudant ingezet, om vervolgens als 1e adjudant in het Königlich Bayerisches Infanterie-Leib-Regiment te gaan werken. Hierna werd von Bomhard weer als ordonnansofficier in de staf van het regiment werkzaam. Erop volgend werkte hij nog in meerdere functies als plaatsvervangend adjudant. Op 18 oktober 1918 werd von Bomhard bevorderd tot Hauptmann (kapitein). Na zijn bevordering, werd hij overgeplaatst als verbindings- en informatieofficier in de Wehrbände, vrijkorpsen von Epp en Oberland en het Einwöhnerwehr.

### Interbellum
Op 9 april 1920 werd von Bomhard ontslagen uit het leger. Hij ging werken bij de Beierse Landespolizei, en werd als verbindingsofficier ingezet. Op 1 maart 1923 werd hij bevorderd tot Polizei-Hauptmann (kapitein in de politie). Vanaf 1924 tot 1933 was von Bomhard werkzaam als plaatsvervangend stafchef van de inspectie voor het opleidingsstelsel in de Beierse Landespolizei. In 1926 werd hij overgeplaatst naar de MG-Hundertschaft (vergelijkbaar met een MG-peloton) van de Landespolizei in München. Hij diende daar tot 1929. Hierna werd von Bomhard ingezet als referent voor opleidingsvraagstukken in het Beierse politieambt, en als leraar in tactiek aan de Beierse militaire academie. In maart 1933 werd hij benoemd tot chef van de staf van de Beierse inspectie in de Landespolizei. Op 1 mei 1933 werd von Bomhard bevorderd tot Polizei-Major (majoor in de politie). In juni 1933 werd hij promotioneel lid van de SS. In december 1933 volgde zijn benoeming tot stafchef van de inspectie Brandenburg in de Landespolizei. Hierna volgde nog een functie als stafchef van de inspectie West met het hoofdkwartier in Düsseldorf. Op 1 februari 1936 werd von Bomhard overgeplaatst naar de Befehlshaber der Landespolizei in Berlijn, en werd daar benoemd tot stafchef. Hierna volgde zijn benoeming tot commandant van de Pruisische Landespolizei inspectie West, met zijn hoofdkwartier in Düsseldorf. Von Bomhard volgde hiermee Richard Baltzer op. Op 1 april 1936 werd deze functie opgeheven, en de eenheden werden opgenomen in de Heer. Op 26 juni 1936 werd hij bevorderd tot Oberst  der Landespolizei. Hierna volgde zijn benoeming tot chef van het Kommando-Amt in het Hauptamt Ordnungspolizei. Hij was de eerste houder van deze functie. Op 1 oktober 1936 werd hij overgeplaatst van de Landespolizei naar de Schutzpolizei. In mei 1937 diende hij zijn aanvraag in voor lidmaatschap van de NSDAP, deze werd goedgekeurd in augustus 1937. Von Bomhard was ook lid van de Lebensborn. Op 20 maart 1938 werd hij geplaatst in de hoofdbeveiligingsstaf voor de volksraadpleging van 10 april 1938. Vanaf 12 maart 1938 werd zijn lidmaatschap van de Schutzstaffel (SS) goedgekeurd. Von Bomhard werd met de rang van een SS-Oberführer geplaatst in de Persönlicher Stab Reichsführer-SS. Hierna volgde nog diverse plaatsingen binnen de SS-organisaties (RSHA, SS-HA, SS-FHA en het WVHA), om zo ervaring en kennis op te doen. Op 20 april 1939 werd von Bomhard bevorderd tot Charakter als Generalleutnant der Polizei (eretitel van generaal-majoor in de politie). Een paar maanden later volgde zijn bevordering tot SS-Brigadeführer (brigadegeneraal).

### Tweede Wereldoorlog
Op 6 oktober 1940 werd von Bomhard bevorderd tot Generalleutnant der Polizei. Twee maanden later volgde zijn laatste bevordering tot SS-Gruppenführer (generaal-majoor). Op 9 mei 1941 werd hij benoemd tot inspecteur van de Wereldbeschouwelijk onderwijs in het Hauptamt Ordnungspolizei. Hierna volgde zijn benoeming tot bevelhebber van de Ordnungspolizei in het Rijkscommissariaat Oekraïne. Hij had zijn hoofdkwartier in Kiev, later werd dit verplaatst naar Równo in West-Pommeren. In november 1943 kreeg hij de functie van inspecteur-generaal van de scholen van de Ordnungspolizei. Von Bomhard woonde een van de Poznańtoespraken bij. Op 1 februari 1945 ging hij met pensioen.

## Na de oorlog
In Rosenheim werd Bomhard gedenazificeerd. Op 26 augustus 1946 tijdens het Proces van Neurenberg tegen de belangrijkste oorlogsmisdadigers, beargumenteerde de raadsman Horst Pelckmann dat de misdadige organisatie de SS, en de SS-politieregimenten door de aanklager ten onrechte als SS-regimenten werden beschouwd. De zogenaamde verplichte en automatische aanpassing van politierangen aan die van de SS zou ook een bewijs moeten zijn van deze stelling. Daartoe diende hij een beëdigde verklaring in von Bomhard, die later door talrijke SS-politiefunctionarissen als een bewijs van onschuld werd gebruikt. Dit was een opzettelijke valse verklaring.
Von Bomhard verscheen in andere nazi-processen tegen leden van de Ordnungspolizei als deskundige of getuige, bijvoorbeeld in het proces tegen Johann Josef Kuhr en andere voormalige leden van Polizei-Bataillon 306, Polizeireiterabteilung 2 en het Pinsk SD-kantoor in Frankfurt am Main Regionale rechtbank 1962-1973.
In 1957 werd het door de Bundesarchiv gepubliceerd boek Zur Geschichte der Ordnungspolizei 1936–1945 van Hans Joachim Neufeldt, Jürgen Huck en Georg Tessin, waarin von Bomhard een adviserende rol had.
In april 1962 stuurde hij een memorandum naar Werner Best over de verjaringstermijn voor medeplichtigheid aan moord en het noodbevel. Best was een voorstander van algemene amnestie voor nazi-daders.
Von Bomhard leidde de Duitse afdeling van de "Salzburg Kring", een losse vereniging van ongeveer 80 voormalige Duitse en Oostenrijkse politieagenten die klaagde dat nazi-daders, vooral hun collega's, werden achtervolgd door een "perverse rechterlijke macht".

### Burgemeester en Ereburger van Prien am Chiemsee
In 1958 was Bomhard medeauteur van het feestalbum ter gelegenheid van het 800-jarig bestaan van Prien am Chiemsee, dat in opdracht van de gemeente verscheen. Vanaf 1960 tot 1966 was von Bomhard burgemeester van Prien am Chiemsee. In 1971 werd hij benoemd tot "ereburger" van Prien am Chiemsee vanwege zijn betrokkenheid bij de lokale geschiedenis en het burgemeesterschap.
Als een "historische politieke auteur" (Marc von Miquel) maakte von Bomhard deel uit van groepjes en afsprakenkartels van politieleden die betrokken waren geweest bij misdaden en na 1945 op zoek waren naar hun weg terug naar de politie.
In 2001 was Prien am Chiemsee nog een "Von-Bomhard-Weg" vernoemd naar deze familie, waartegen Jakob Knab protesteerden een initiatief tegen valse glorie. In mei 2013 nam de gemeenteraad unaniem afstand "van Bomhards acties en bevelen die leidden tot schending van de mensenrechten in het Derde Rijk. Op basis van de nieuwe bevindingen zou vanuit het huidige perspectief had geen ereburgerschap verleend mogen worden”.
Over het verdere verloop van zijn leven is niets bekend. Op 19 juli 1976 overleed von Bomhard in Prien am Chiemsee.

## Carrière
Von Bomhard bekleedde verschillende rangen in zowel de Allgemeine-SS als Waffen-SS. De volgende tabel laat zien dat de bevorderingen niet synchroon liepen.
| Datum                                                                 | Beiers leger  | Politie                                      | Allgemeine-SS    |
| --------------------------------------------------------------------- | ------------- | -------------------------------------------- | ---------------- |
| 18 juli 1910                                                          | Fahnenjunker  | —                                            | —                |
| 1 oktober 1910                                                        | Unteroffizier | —                                            | —                |
| 3 maart 1911                                                          | Fähnrich      | —                                            | —                |
| 28 oktober 1912                                                       | Leutnant      | —                                            | —                |
| 9 juli 1915                                                           | Oberleutnant  | —                                            | —                |
| 18 oktober 1918                                                       | Hauptmann     | —                                            | —                |
| 1920 (met ingang vanaf 19 augustus 1919)                              | —             | Polizei-Hauptmann                            | —                |
| 1 mei 1933                                                            | —             | Polizei-Major                                | —                |
| 1 oktober 1934 (met RDA van 1 juli 1934)                              | —             | Oberstleutnant der Preußischen Landespolizei | —                |
| 26 juni 1936 (met ingang vanaf en RDA van 1 april 1936)               | —             | Oberst der Landespolizei                     | —                |
| 20 april 1937 (met ingang vanaf 1 april 1937 & RDA van 20 april 1937) | —             | Generalmajor der Polizei                     | —                |
| 20 april 1938 (met ingang vanaf 12 maart 1938)                        | —             | —                                            | SS-Mann          |
| 20 april 1938 (met ingang vanaf 12 maart 1938)                        | —             | —                                            | SS-Oberführer    |
| 19 mei 1939 (met ingang vanaf 20 april 1939)                          | —             | —                                            | SS-Brigadeführer |
| 20 april 1939                                                         | —             | Charakter als Generalleutnant der Polizei    | —                |
| 6 oktober 1940 (met ingang vanaf 1 juli 1940 & RDA van 20 april 1939) | —             | Generalleutnant der Polizei                  | —                |
| 9 november 1940                                                       | —             | —                                            | SS-Gruppenführer |

## Lidmaatschapsnummers
- NSDAP-nr.: 3 933 982[21] (lid geworden 1 mei 1937[4][19])
- SS-nr.: 111 671[4][19], andere bron vermeldt: 292 711[7] (lid geworden 20 april 1938[19])

## Onderscheidingen
Selectie:
- IJzeren Kruis 1914, 1e Klasse[2][5] (19 september 1914[4]) en 2e Klasse[2][5] (10 oktober 1916[4])
- Gewondeninsigne 1918 in zilver in 1918[2][4][22]
- Dienstonderscheiding van de Politie in goud (25 dienstjaren) op 14 mei 1938[2][4][5]
- Ereteken van de Luchtbescherming, 1e Klasse[2][4][5]
- Commandeur in de Orde van de Italiaanse Kroon[2][4][22]
- Rijksbrandweerteken, 1e Klasse op 11 augustus 1938[2][4][5]